# Fabián Cuero
Fabián Cuero (Pradera, Colombia, 7 de enero de 1994) es un futbolista colombiano que juega de delantero en el Cesarense de la II Divisão.

## Biografía
Cuero se encontraban bajo la atenta mirada del coordinador general del fútbol amateur de Independiente, Enrique Borrelli, y hasta llegó a entrenar en Avellaneda pero su destino final terminó siendo el Banfield.

## Selección
Ha sido internacional en 2011 con la Selección Sub-17 en 7 ocasiones anotando 4 goles.

## Clubes
| Club                          | País      | Año           | PJ | Goles |
| ----------------------------- | --------- | ------------- | -- | ----- |
| Banfield (Inferiores)         | Argentina | 2011 - 2012   |    |       |
| Xolos de Tijuana (Cedido)     | México    | 2012 - 2013   |    |       |
| Llaneros Fútbol Club (Cedido) | Colombia  | 2013          | 3  | 1     |
| Unión Aconquija               | Argentina | 2014 - 2015   | 3  | 0     |
| SC Braga B                    | Portugal  | 2015-2016     | 6  | 0     |
| Oliveirense                   | Portugal  | 2016-2018     | 49 | 12    |
| Cesarense                     | Portugal  | 2018-presente | 15 | 6     |